# Louise Kristensen
Louise Kristensen (født 4. september 1992) er en tidligere dansk håndboldspiller, som stoppede karrieren i 2018. Hun har tidligere optrådt for Aalborg DH, SønderjyskE Håndbold, HC Odense, Nykøbing Falster Håndboldklub og Aarhus United.
Hun blev dansk mester med Nykøbing Falster Håndboldklub i sæsonen 2016/17.
Hun har op til flere U-landsholdskampe på CV'et.